# Tricyphona immaculata
Tricyphona immaculata är en tvåvingeart som först beskrevs av Johann Wilhelm Meigen 1804.  Tricyphona immaculata ingår i släktet Tricyphona och familjen hårögonharkrankar. Arten är reproducerande i Sverige. Inga underarter finns listade i Catalogue of Life.